# Diplectrum rostrum
Diplectrum rostrum là một loài cá biển thuộc chi Diplectrum trong họ Cá mú. Loài này được mô tả lần đầu tiên vào năm 1974.

## Phân bố và môi trường sống
D. rostrum có phạm vi phân bố rộng rãi ở Đông Thái Bình Dương. Loài này được tìm thấy từ phía nam bán đảo Baja California và vịnh California, dọc theo bờ biển Trung Mỹ và Nam Mỹ đến phía bắc Peru, bao gồm quần đảo Galapagos. D. rostrum sống xung quanh các rạn san hô ở vùng đáy cát mềm hoặc bùn, độ sâu khoảng từ 10 đến 80 m.

## Mô tả
D. rostrum trưởng thành có chiều dài cơ thể lớn nhất đo được là 21 cm. Đầu và thân có màu nâu, bụng trắng. Thân có 5 - 7 vạch sọc đen theo chiều dọc và các hàng chấm vàng theo chiều dài cơ thể. Dưới mắt có 2 sọc màu vàng hướng xuống phía trước miệng; một đốm màu vàng dưới mắt. Mang có các vệt vàng. Vây lưng màu lam xám, có các hàng sọc màu vàng. Vây hậu môn màu trắng, có sọc vàng. Vây đuôi xẻ thùy, màu xám với những đốm màu cam; đốm đen lớn trên gốc vây đuôi. Vây ngực trong suốt. Vây bụng màu trắng, có tia vàng.
Số gai ở vây lưng: 10; Số tia vây mềm ở vây lưng: 11 - 13; Số gai ở vây hậu môn: 3; Số tia vây mềm ở vây hậu môn: 7 - 8; Số tia vây mềm ở vây ngực: 16 - 18; Số vảy đường bên: 44 - 51; Số lược mang: 22 - 25.